# نیکوبینگ
نیکوبینگ (به لاتین: Nykøbing Falster) یک شهر در دانمارک است که در Guldborgsund Municipality واقع شده‌است. نیکوبینگ ۹۰۳٫۴۲ کیلومتر مربع مساحت و ۱۹٬۹۷۸ نفر جمعیت دارد.

## خواهرخوانده
شهرهای لوبلین، ائوتین و بخش نیشوپینگ خواهرخوانده‌های نیکوبینگ هستند.